# Trifolium attenuatum
Trifolium attenuatum är en ärtväxtart som beskrevs av Edward Lee Greene. Trifolium attenuatum ingår i släktet klövrar, och familjen ärtväxter. Inga underarter finns listade i Catalogue of Life.